# 電風扇致死
電風扇致死传说（韓語：선풍기 사망설 / 扇風機 死亡說），在韓國民間文化中，廣泛流行的一則都會傳奇與謠言。這個說法認為，在密閉空間中使用電風扇，將會導致人死亡。

## 迷信起源
這個謠言的起源時間不詳，一般認為是起源自1920年代至1930年代間，電風扇首次引入韓國後出現。這個謠言可能是起源自對於新科技的不信任感。它有許多不同的形式與說法，例如，在密閉空間中使用電風扇，將會耗盡空氣中的氧，使人窒息死亡；或是，在密閉空間中使用電風扇，會使溫度下降，使人因失溫而死亡。

## 提出的解释

### 高温（热应激）
空气流动将增加汗液蒸发，从而冷却身体。但在极端高温和高湿度条件下，汗液蒸发变得无效，因此对身体造成的热应激增加，可能会加速中暑和其他有害情况的发生：美国环境保护署（EPA）建议，当热指数（温度和湿度的组合）超过32摄氏度（89.6华氏度）时，人们不要在没有通风的封闭房间使用风扇。然而，如果窗户打开并且外面温度较低，或者在热指数较低的封闭房间使用风扇，EPA则批准使用。

### 低体温
低体温是由于体温调节不足引起的异常低体温。随着夜间新陈代谢减缓，人对温度变化变得更加敏感，因此据称更容易患低体温症。最容易受到影响的是那些在较长一段时间内健康状况脆弱的人。据称的电风扇死亡受害者的尸检显示，像心脏问题和酗酒等问题可能会因温度下降而恶化，从而使受害者更容易患上这些疾病。

### 窒息
有人声称电风扇可能会导致窒息，因为氧气被置换和二氧化碳中毒。 在人类呼吸过程中，吸入的新鲜空气与氧气气体（O2）浓度较低和二氧化碳气体（CO2）浓度较高的空气混合，导致完全没有通风的房间中氧气浓度逐渐减少，二氧化碳浓度逐渐积累。 然而，这对任何没有通风的房间都是适用的，运行的电风扇不会显著改善或加剧问题。

## 谣言传播
韓國民間普遍習慣於在夜間將房間窗戶打開。因為這种固有的迷信，在韓國出售的電風扇，普遍都會附有定時開關，以避免風扇長時間運轉。
在韓國新聞媒體上，曾經報導過數起電風扇致死的案例，雖然這些案例的實際致死原因，更可能是因為心臟病、中風、一氧化碳中毒或酒精等其他因素。這些相關報導，促成這個謠言的持續擴大。
韩国政府也為這種風扇致死理論背書。2006年，由政府資助的韓國消費者保護委員會(Korean Consumer Protection Board)將「電扇和空調引發的窒息」列為夏季最常見的五類事故之一。